# Theodore Thomas
Theodore Thomas (Esens, Baixa Saxónia, 11 de outubro de 1835 - Chicago, 4 de janeiro de 1905) foi um violinista e maestro alemão naturalizado estadunidense. Ele é considerado o primeiro maestro estadunidense renomado e o fundador e primeiro diretor musical da Orquestra Sinfônica de Chicago.

## Biografia
Theodore Thomas nasceu em Esens, Alemanha. Seu pai, Johan, foi o líder de uma banda de Esens e que arranjava músicas para ocasiões estatais.  Thomas mostrou interesse em violino desde cedo, e aos dez anos foi, praticamente, o melhor na família, se apresentando em casamentos, bailes e em tavernas. Em 1845, Johann Thomas e sua família, convencidos que teriam uma vida melhor na América, se mudaram para os Estados Unidos.
Thomas começou desde sedo a ser membro de algumas pequenas orquestras. Mas quando completou 15 anos fez uma turnê pelos Estados Unidos apresentando um recital de violino. Durante esse período ele foi o próprio vendedor de tickets, empresário e diretor. Thomas retornou para Nova Iorque em 1850 onde começou a estudar condução com Karl Eckert e Louis Antoine Jullien. Em 1854, aos 19 anos de idade foi convidado para tocar com a orquestra da Sociedade Filarmônica e depois juntando-se com o pianista William Mason, formando Mason-Thomas Concertos. A união durou até 1862, quando Thomas fundou sua própria orquestra, a Orquestra Theodore Tomas.
Em 1864 Thomas começou a fazer uma série de concertos com sua orquestra, primeiro em Nova Iorque, depois na Filadélfia, Cincinnati, Saint Louis, Milwaukee e, eventualmente, Chicago. A orquestra recebia críticas consistentes e uma grande aclamação popular. A orquestra foi dissolvida em 1888.
Thomas foi também o diretor musical da Filarmônica de Nova Iorque em 1877 até 1881, comandou também a Companhia de Ópera Americana em 1886 em Nova Iorque e diretor musical da Sociedade Filarmônica do Brooklyn de 1862 até 1891. Ele foi diretor da Faculdade de Música de Cincinnati entre 1878 até 1879. E também foi o maestro dos festivais em Cincinnati, entre 1873 até 1904. Graças a Theodore Thomas deve-se a popularização das obras de Richard Wagner e foi fundada graças a ele a união de Wagner em 1872.
Thomas sempre foi recebido com entusiasmo em Chicago. Em 1889, Charles Norman Fay, um homem de negócios de Chicago e que sempre deu suporte a Orquestra Theodore Thomas deu a ideia de Thomas fundar outra orquestra, dizendo "Eu iria para o inferno se você me desse uma orquestra permanente". No dia 17 de Dezembro de 1890 aconteceu a primeira reunião para a incorporação da nova orquestra, organizada por Fay, foi feita no Club de Chicago. Em menos de um ano depois, em 16 e 17 de Outubro de 1891, aconteceu os primeiros concertos da Orquestra Sinfônica de Chicago, conduzida por Thomas, acontecendo no Teatro Auditório. O Concerto incluiu a overture de Faust (Wagner), Concerto para Piano n.º 1 de Tchaikovsky, a Sinfonia Nº5 de Ludwig van Beethoven e a Abertura de Hussite de Antonín Dvořák.
Durante seu mandato, Thomas introduziu novos trabalhos à audiência de Chicago, incluindo estreias estadunidenses de trabalhos de Anton Bruckner, Antonín Dvořák, Edward Elgar, Alexander Glazunov, Edvard Grieg, Jules Massenet, Bedřich Smetana, Tchaikovsky e, de seu amigo pessoal, Richard Strauss, que se tornou o primeiro maestro convidado da orquestra.
Durante este período conduziu outras orquestras. Por exemplo, em 19 de fevereiro de 1887 no Metropolitan Opera House, conduziu a estreia estadunidense do Concerto para Órgão de Camille Saint-Saëns.
Thomas, que nunca ficou completamente satisfeito com o Teatro Auditorio, ficou totalmente realizado quando seu sonho se realizou: ter uma casa permanente, quando o Orchestra Hall, criado pelo arquiteto de Chicago Daniel H. Burnham, ficou completo. Thomas ficou com a orquestra até 1904, se apresentando pela última vez no natal daquele ano.
Thomas morreu em 4 de janeiro de 1905, de pneumonia.